# Antipater II
Antipater II, död 4 f.Kr., var en herodiansk prins, son till Herodes den store och Doris. 
Han var Herodes äldsta son. Han och hans mor förvisades från hovet när Herodes gifte sig med Mariamne I, men kunde återvända efter Mariamnes avrättning år 29 f.Kr. 
Han utnämndes till tronföljare 13 f.Kr., med Herodes II som nummer två efter honom. 
År 5 f.Kr. åtalades han för att ha förberett ett mordförsök på sin far. Han lagfördes av Publius Quinctilius Varus. Avrättningen verkställdes följande år. 